# هارولد روبنسون
هارولد روبنسون (بالإنجليزية: Harold E. Robinson)‏ (و. 1932 – م) هو عالم نبات، وعالم نباتات لاوعائية، وعالم حيواني، وعالم حشرات، من الولايات المتحدة الأمريكية، ولد في سيراكيوز، نيويورك.

## التعليم
تعلم في جامعة ديوك، وجامعة تينيسي، وجامعة أوهايو.